# Georg Böhm

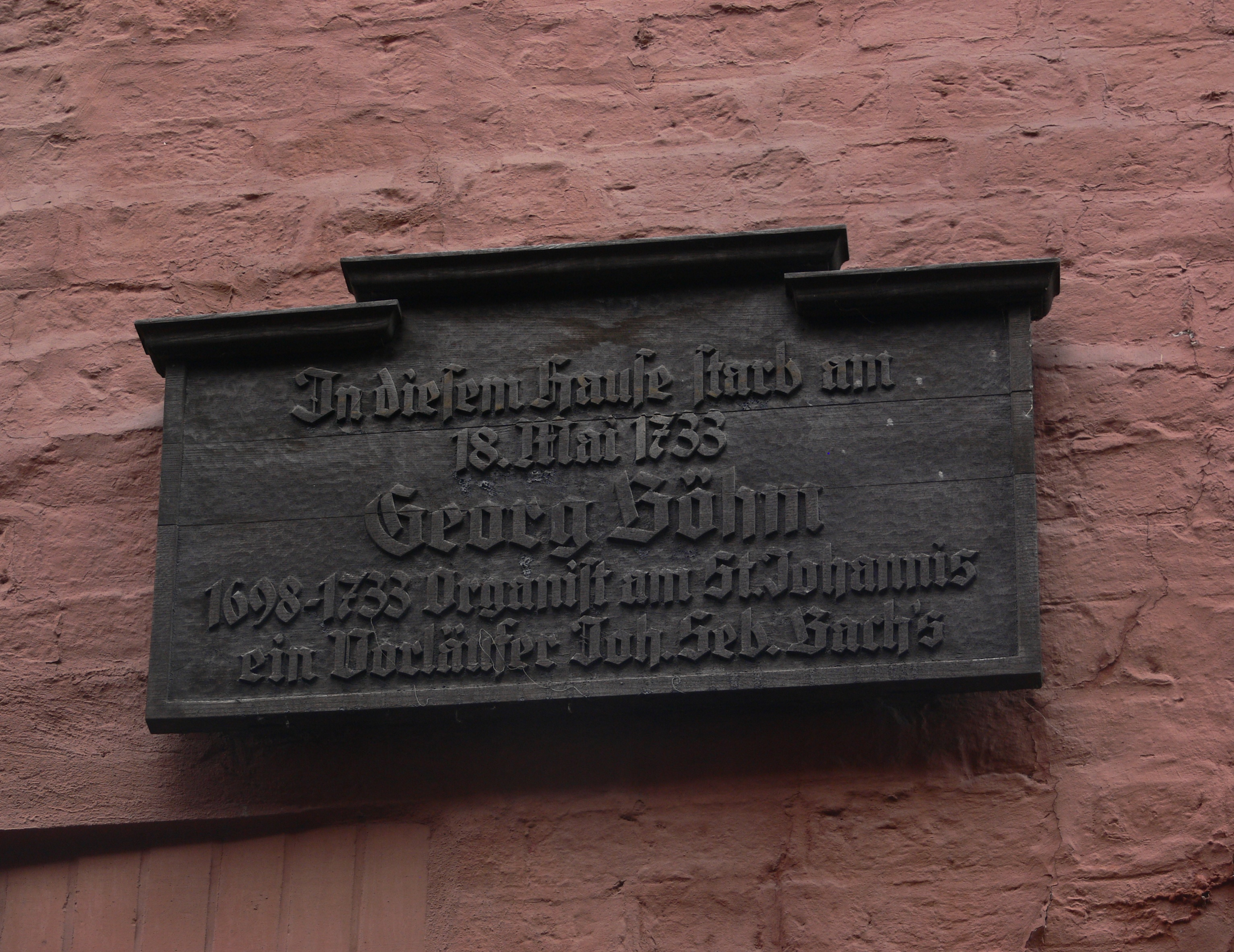
Plaquette voor Georg Böhm bij zijn woon- en sterfhuis

Georg Böhm (Hohenkirchen (Thüringen), 2 september 1661 — Lüneburg, 18 mei 1733) was een Duitse componist, klavecinist, dirigent, muziekpedagoog en organist.
De muziek van Böhm is een voorbeeld van de Duitse hoogbarok, zowel van voor als na 1700. Böhms vader was organist in Hohenkirchen en zijn eerste muziekleraar. Hij studeerde aan de universiteit van Jena. Aangenomen wordt dat hij zijn muziekstudie vervolgde bij Johann Adam Reincken, de organist van de Sankt Catharinenkirche in Hamburg.
Hoewel er geen sluitend bewijs is, is er een grote kans dat Böhm de 'meester-leraar' van de jonge Johann Sebastian Bach was in diens Lüneburger gymnasiumperiode. Deze opvatting werd nog sterker door het opduiken van een handgeschreven kopie van de grote koraalbewerking 'An Wasser Flüssen Babÿlons' van Johann Adam Reincken, die in 1700 door de vijftienjarige Bach ten huize van Böhm werd vervaardigd. Later werd Böhm een van de verkopers van afleveringen van Bachs Clavier-Übung-uitgaven.
Böhm was aanvankelijk vanaf 1693 actief in het operahuis aan de Ganzenmarkt in Hamburg. Dat had een opera-achtige schrijfwijze in zijn eigen composities tot gevolg, zoals aria-achtige kerkliedbewerkingen voor orgel. In 1698 werd hij organist van de Sankt Johanneskirche in Lüneburg, de plaats waar als in geen andere Noord-Duitse stad de Franse muziekcultuur van invloed was. Aan deze kerk bleef Böhm werkzaam tot aan zijn dood. Zowel de muziek als de artistieke persoonlijkheid van Böhm zijn van invloed geweest op de jonge J.S. Bach.

## Composities

### Partita's/reeksen variaties voor orgel
- Ach wie nichtig, ach wie flüchtig
- Auf meinen lieben Gott
- Aus tiefer Not schrei ich zu dir
- Christe der du bist Tag und Licht
- Freu dich sehr, o meine Seele
- Gelobet seist du, Jesu Christ
- Herr Jesu Christ, dich zu uns wend
- Jesu du bist allzu schöne
- Vater unser im Himmelreich
- Wer nur den lieben Gott lässt walten

### Koraalvoorspelen voor orgel
- Ach wie nichtig, ach wie flüchtig
- Allein Gott in der Höh sei Ehr
- Christ lag in Todesbanden (fantasia)
- Christ lag in Todesbanden
- Christum wir sollen loben schon
- Erhalt uns, Herr, bei deinem Wort (authenticiteit twijfelachtig: van Buxtehude?)
- Gelobet seist du, Jesu Christ
- Nun bitten wir den heiligen Geist
- Vater unser im Himmelreich (twee versies)
- Vom Himmel hoch da komm ich her

### Vrije composities
- Praeludium et Fuga in C (orgel)
- Praeludium et Fuga in d (orgel)
- Praeludium et Fuga in a (orgel)
- Praeludium in F (op grond van thematische overeenkomsten waarschijnlijk het openingsdeel van de klavercimbelsuite in F, klavecimbel)

### Suites voor het klavecimbel
- in c
- in D
- in d
- in d
- in Es (auteurschap niet zeker)
- in Es
- in F
- in f
- in f
- in G
- in a

### Overige klavecimbelcomposities
- Capriccio in D
- Praeludium, Fuga et Postludium in g (+ Ciaconna [authenticiteit niet zeker])
- Menuetto in G (in het 'Clavier-Büchlein für Anna Magdalena Bach [1722])

### Geestelijke werken
Cantates:
- Ach Herr, komme hinab und hilfe meinem Sohne
- Das Himmelreich ist gleich einem Könige
- Ich freue mich, verloren gegaan
- Jauchzet Gott alle Land
- Mein Freund ist mein
- Nun komm der Heiden Heiland
- Sanctus est Dominus Deus Sabaoth (vermoedelijk van Friedrich Nicolaus Bruhns)
- Satanas und sein Getümmel (vermoedelijk van Friedrich Nicolaus Bruhns)
- Warum toben die Heiden, authenticiteit niet zeker
- Wie lieblich sind deine Wohnungen

Motetten:
- Auf, ihr Völker, danket Gott
- Jesus schwebt mir in Gedanken, vermoedelijk verloren gegaan
- Jesu, teure Gnadensonne, vermoedelijk verloren gegaan
- Nun danket alle Gott

### Andere werken
- 23 Liederen (In: Geistreiche Lieder (H.E. Elmenhorst)...auch in gewissen Abtheilungen geordnet von M. Johann Christoph Jauch (Lüneburg, 1700)
- Muziek voor de inwijding van het 'Haus der Barmherzigkeit' in Lüneburg, 5 Dec 1708, vermoedelijk verloren gegaan
- Lucas Passion (ca. 1711), vermoedelijk verloren gegaan
- Johannes Passion (17?) (vroeger toegeschreven aan Georg Friedrich Händel, vervolgens aan Christian Ritter)